# Qi Jiguang
Qi Jiguang (Shandong, 12 de novembro de 1527 - 5 de janeiro de 1588) foi um general militar chinês e escritor da dinastia Ming. Ele é mais conhecido por liderar a defesa nas regiões costeiras contra as atividades piratas wokou no século XVI, bem como pelo reforço da Grande Muralha da China. Qi também é conhecido por escrever os manuais militares Jixiao Xinshu e Lianbing Shiji ou Registro de Treinamento Militar (練兵實紀), que ele baseou em sua experiência como educador marcial e planejador defensivo nas forças militares Ming. Ele é considerado um herói na cultura chinesa.

## Biografia

### Início da vida
Qi Jiguang nasceu na cidade de Luqiao, na província de Shandong, em uma família com uma longa tradição militar. Seu antepassado serviu como líder militar sob o imperador Hongwu e morreu em batalha. Quando Zhu Yuanzhang se tornou o imperador fundador da dinastia Ming, ele concedeu à família Qi o posto hereditário de comandante-em-chefe da Guarnição de Dengzhou, um distrito da atual Penglai.
O pai de Qi Jiguang, Qi Jingtong (戚景通) (1473–1544) foi um hábil especialista em artes marciais e um general militar íntegro e dedicado. Fortemente influenciado por sua família, Qi Jiguang desde cedo se interessou pelos militares. Quando criança, ele construiu muralhas de barro, acumulou escombros para formar quartéis e fez bandeiras com varas de bambu e papel para jogar jogos de guerra com seus amigos e ele mesmo como comandante.
Quando seu pai morreu, Qi Jiguang assumiu o comando da Guarnição de Dengzhou aos 17 anos de idade. Como seus irmãos ainda eram jovens, ele se casou com Lady Wang e deixou os assuntos domésticos para ela. Além de construir a defesa naval na guarnição, ele também liderou suas tropas na defesa de Jizhou (薊州, a leste da atual Pequim) contra invasores mongóis durante a primavera de 1548 a 1552.
Aos 22 anos, Qi Jiguang rumou a Pequim para participar no exame marcial imperial. Durante este tempo, as tropas mongóis lideradas por Altan Khan romperam as defesas do norte e sitiaram Pequim. Os candidatos participantes do exame de artes marciais foram mobilizados para defender os nove portões da capital. Qi Jiguang apresentou duas vezes propostas de defesa ao imperador e foi notado por ter mostrado extraordinário valor e astúcia militar durante a batalha, e viu a derrota dos invasores.

### Batalhas contra os piratas woku'
Em 1553, Qi Jiguang foi promovido a Comissário Militar Regional Assistente (都指揮僉事) da força de defesa de Shandong contra piratas woku. Os saqueadores que aterrorizavam as costas orientais dificilmente eram piratas. Eles construíram bases terrestres e cercaram cidades muradas. Eles realizaram incursões contínuas por pelo menos duas décadas. Além disso, eles não eram apenas japoneses. Na maior parte do tempo, eles trabalharam juntos com bandas mistas chinesas, com o último frequentemente dominando. Até mesmo exploradores chineses forneceram sua liderança. No entanto, os piratas japoneses eram os principais combatentes. O Japão serviu como base da invasão, e os japoneses forneceram toda a experiência militar e equipamento.
Quando Qi Jiguang assumiu o comando da defesa costeira de Shandong, ele tinha menos de 10 000 soldados à mão, embora a força registrada fosse de 30 000. Além disso, muitos de seus soldados que eram homens jovens e fortes desertaram para ganhar a vida em outro lugar, deixando para trás os velhos e os fracos. As tropas também careciam de treinamento e disciplina, enquanto os trabalhos de defesa estavam dilapidados devido a anos de negligência.
No outono de 1555, Qi foi enviado para Zhejiang, onde a situação de pirataria havia saído do controle. Juntamente com dois outros generais, Yu Dayou e Tan Lun, Qi liderou as forças Ming para uma vitória decisiva no porto de Cen (岑港) em 1558. Daí em diante, suas tropas continuaram a desferir golpes contra os piratas em Taozhu (桃渚), Haimen Garrison e Taizhou. Após a vitória em Cen Harbor, não só Qi não foi creditado por seu valor, ele quase foi rebaixado por calúnia que ele ligou com piratas wokou.
Com a situação em Zhejiang sob controle, Qi mudou seu foco para perfurar seus soldados. Ele convocou principalmente mineiros e agricultores do condado de Yiwu porque acreditava que essas pessoas eram honestas e trabalhadoras. Ele também supervisionou a construção de 44 embarcações navais de vários tamanhos para serem usadas contra piratas no mar.
O primeiro julgamento para o novo exército de Qi ocorreu em 1559. Depois de uma batalha de um mês com o pirata wokou na província de Taizhou, os piratas sofreram mais de 5 000 baixas, enquanto o exército de Qi estabeleceu um nome para si mesmo entre o povo de Zhejiang e seus inimigos. Em parte como resultado do sucesso militar de Qi em Zhejiang, as atividades piratas aumentaram na província de Fujian. Mais de 10 000 piratas estabeleceram fortalezas ao longo da costa, de Fu'an, no norte, a Zhangzhou, no sul.
Em julho de 1562, Qi Jiguang liderou 6 000 tropas de elite ao sul em Fujian. Dentro de dois meses, seu exército havia erradicado três grandes piratas wokou em Hengyu (橫嶼), Niutian (牛田) e Lindun (林墩). No entanto, seu próprio exército também sofreu perdas significativas de quase uma centena de homens devido a combates e doenças.
Vendo a infestação de piratas em Fujian subjugada, Qi então retornou a Zhejiang para se reagrupar. Os piratas aproveitaram a oportunidade para invadir Fujian novamente, desta vez conseguindo conquistar Xinghua (興化, atual Putian).
Em abril de 1563, Qi Jiguang liderou 10 000 soldados em Fujian e recuperou Xinghua. No ano seguinte, uma série de vitórias do exército de Qi Jiguang finalmente viu o problema dos piratas em Fujian resolvido.
Em setembro de 1565, uma grande batalha contra piratas wokou foi travada na ilha de Nan'ao, que fica perto da fronteira entre as províncias de Fujian e Guangdong. Lá, Qi juntou armas com seu velho camarada Yu Dayou novamente para derrotar o remanescente da força pirata combinada japonesa e chinesa.

### Anos na fronteira norte
Depois de eliminar a ameaça pirata, Qi Jiguang foi chamado a Pequim no final de 1567 para se encarregar de treinar os guardas imperiais.
Com a revolta contra a dinastia Yuan em meados do século XIV, o imperador Hongwu levou os mongóis para o norte além da Grande Muralha e fundou a dinastia Ming. No entanto, ele não conseguiu eliminar o poder mongol, que continuou a pesar a fronteira norte pelos duzentos anos seguintes. Quando Qi estava em Pequim em 1550, Altan Khan, governante dos mongóis de Tumed, rompeu as defesas do norte e quase devastou Pequim. Em 1571, a dinastia Ming concedeu o título de "Senhor Shunyi" (順義王) a Altan Khan e estabeleceu o comércio com os mongóis. Altan Khan então proibiu seus subordinados de invadir assentamentos chineses. No entanto, outros mongóis liderados por Jasaghtu Khan continuaram a testar as defesas de Qi, embora sem muito sucesso.
No ano seguinte, ele recebeu o comando das tropas em Jizhou para se defender contra os mongóis. Qi supervisionou o trabalho de reparo no segmento da Grande Muralha entre o Passo Shanhai e o Passo Juyong. Ele também dirigiu a construção de torres de vigia ao longo do muro. Após dois anos de trabalho árduo, mais de 1.000 torres de vigia foram concluídas, dando um grande impulso à capacidade defensiva no norte.
No inverno de 1572, Qi também conduziu um exercício militar de um mês envolvendo mais de 100 000 soldados. Com base em sua experiência com o exercício, ele escreveu os Registros de Treinamento Militar (練兵實紀), que se tornaram uma referência inestimável para os líderes militares depois dele.
Durante o início do reinado do Imperador Wanli (década de 1570), o exército mongol liderado por Dong Huli, chefe da tribo Duoyan, invadiu continuamente o território Ming. As tropas de Qi Jiguang os derrotaram muitas vezes e capturaram o irmão mais novo de Dong Huli, Changtu. Quando Dong Huli trouxe seu sobrinho e 300 membros do clã para implorar em lágrimas por misericórdia no posto avançado, Qi Jiguang aceitou sua rendição. Dong libertou os cativos de seus saques anteriores e prometeu nunca mais invadir Jizhou.

### Morte
Qi estava politicamente ligado a Zhang Juzheng e caiu em desgraça com o Imperador Wanli após a morte de Zhang. No início de 1583, Qi foi dispensado de seu dever. Sua esposa o deixou logo depois e ele passou o resto de seus anos na pobreza e com a saúde debilitada.
Morreu em 17 de janeiro de 1588.

### Livros de Qi Jiguang
Qi Jiguang documentou suas ideias e experiência na forma de dois livros sobre estratégia militar, o Ji Xiao Xin Shu (紀效新書) e o Lianbing Shiji (練兵實紀) ou Registro de Treinamento Militar. Ele também escreveu um grande número de poemas e prosas, que ele compilou na Coleção do Zhizhi Hall (止止堂集), nomeado após sua sala de estudos durante seu escritório em Jizhou.